# Jan Kazimierz Pac (chorąży)
Jan Kazimierz Pac herbu Gozdawa (ur. 1656  – zm. 1696|1697) – starosta uświacki, od 1687 chorąży nadworny litewski.
Był trzecim synem wojewody trockiego Hieronima Dominika oraz bratem Kazimierza Michała i Piotra Michała. Od stryja Michała Kazimierza dostał w 1680 starostwo uświackie. W listopadzie 1684 został marszałkiem brasławskim. W styczniu 1687 otrzymał nominację na chorążego nadwornego litewskiego. Był posłem z województwa witebskiego na sejm 1688 w Grodnie. Ponownie posłował na sejm w 1694. 
Jan Kazimierz ożenił się z Ludwiką Teresą Szujską (zm. 1701) córką Konstantego Jana pisarza wielkiego litewskiego. Był ojcem trojga dzieci synów:Józefa Franciszka, kasztelana żmudzkiego, Piotra (zm. 1756) starosty wilejskiego oraz córki Anny żony Wincentego Piotra Wołłowicza, referendarza litewskiego. 
Poseł sejmiku witebskiego na sejm zwyczajny 1688 roku, sejm nadzwyczajny 1693 roku.